# Metall noble

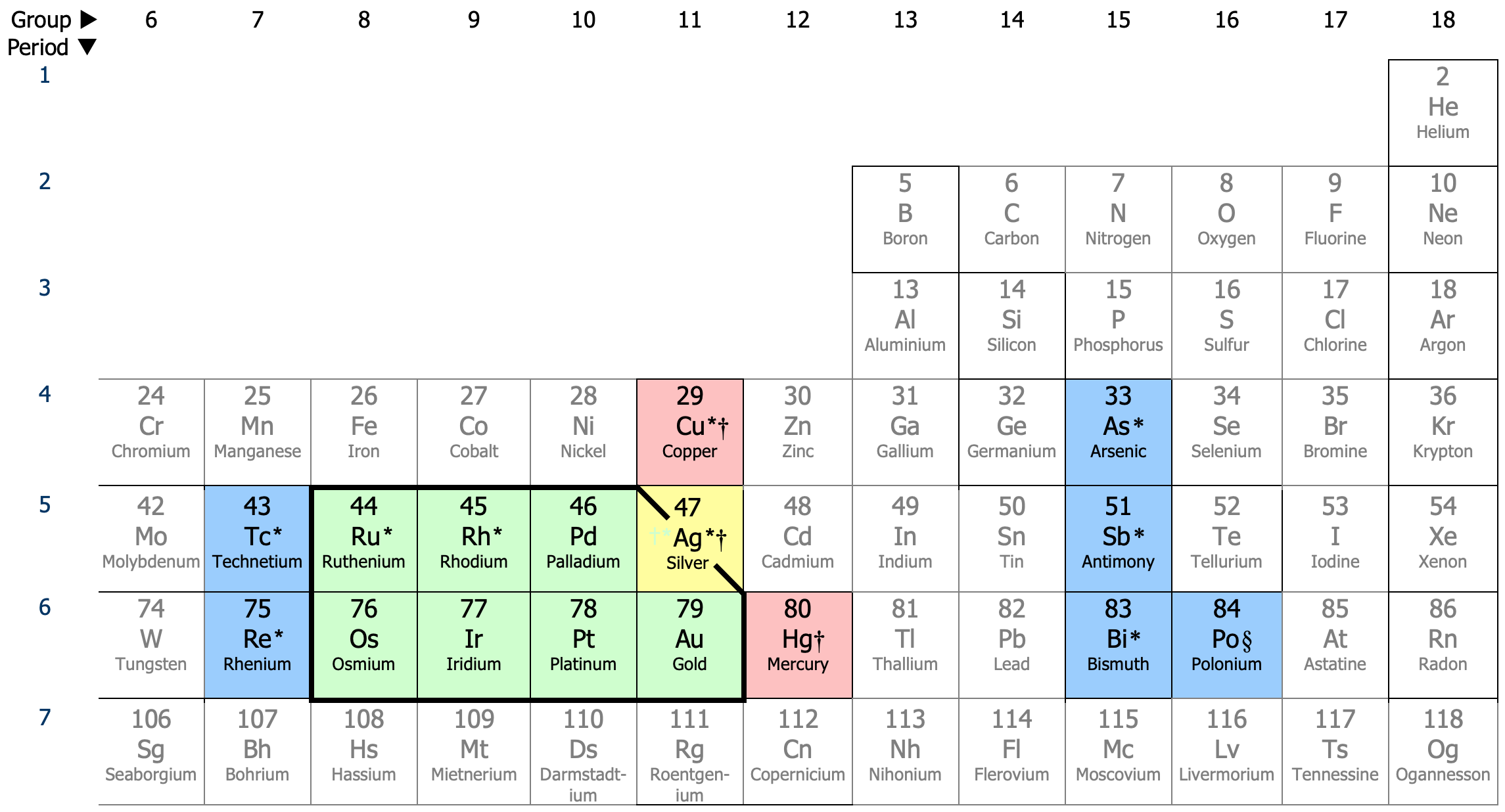
Extracte de la taula periòdica que mostra aproximadament la freqüència amb què cada element tendeix a ser reconegut com a metall noble:
tots els autors (Ru, Rh, Pd, Os, Ir, Pt, Au) la majoria d'autors (Ag)
alguns autors (Cu, Hg) en algunes propietats (Tc, Re, As, Sb, Bi, Po)
La línia negra gruixuda tanca els vuit metalls majoritàriament reconeguts. De vegades, l'argent no es reconeix com un metall noble a causa de la seva major reactivitat.
- es pot tacar a l'aire humit o corroir-se en una solució àcida que conté oxigen i un oxidant
† atacat per sofre o sulfur d'hidrogen
§ autoatac per l'ozó generat per la radiació

Els metalls nobles són un grup de metalls caracteritzats per ser molt inerts químicament, és a dir, reaccionen molt poc en contacte amb altres composts químics. Formen el grup vuit metalls: l'argent, l'iridi, l'or, l'osmi, el pal·ladi, el platí, el ruteni i el rodi. Es caracteritzen per les seves altes densitats, temperatures de fusió elevades, pressions de vapor elevades, conductivitats elèctriques i tèrmiques elevades, reflectivitat òptica i propietats catalítiques. Són relativament blans i dúctils. Aquestes propietats els converteix en metalls molt interessants per a moltes finalitats tecnològiques i mèdiques, o per a la joieria on també són anomenats metalls preciosos. Els metalls nobles apareixen en la natura en forma elemental, és a dir, són «elements natius» els metalls del grup del platí, l'argent i l'or són metalls que es troben en forma relativament pura.

## Propietats
L'escassa reactivitat els fa resistents a la corrosió i l'oxidació, cosa que els proporciona aparença d'inalterabilitat, raó per la qual se'ls denomina amb l'apel·latiu de «nobles».
- Resistència a l'oxidació: Els metalls nobles es caracteritzen pels seus potencials estàndard de reducció positius enfront de l'hidrogen. És la característica principal d'un metall noble. No obstant això, alguns d'ells poden formar òxids com en el cas de l'argent. Els òxids de metalls nobles es descomponen fàcilment exposats a la calor. Els metalls nobles resisteixen l'oxidació en l'aire humit i l'aigua calenta.

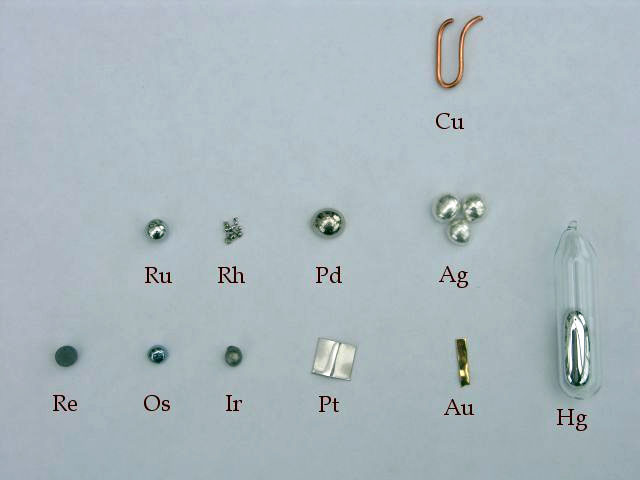
Una representació de cadascun dels metalls nobles existents a la taula periòdica

- Una representació de cadascun dels metalls nobles existents a la taula periòdicaResistència a la corrosió: Resisteixen l'atac d'àcids i altres productes químics, malgrat tot, el nivell de resistència és variable en cadascun, com és el cas del pal·ladi i l'argent que són solubles en l'àcid nítric, mentre que el platí i l'or resisteixen els àcids llevat de l'aigua regia. Altres metalls que també resisteixen la corrosió no són considerats metalls nobles, com el titani, el niobi i el tàntal.
- Alta conductivitat elèctrica i tèrmica: En general, els metalls són tots bons conductors de la calor i d'electricitat i són triats preferentment com a conductors per als elèctrodes, contactes i cables elèctrics.
- Activitat catalítica: Les subcel·les reblertes parcialment de metalls nobles els fan excel·lents catalitzadors.[8]
- Afinitat electrònica: Tenen alts valors d'afinitat electrònica.
- Siderofília: Són sideròfils (“amants del ferro”). Es dissolen fàcilment en ferro fos o en solucions de ferro.[9]

| propietat                           | Ruteni (Ru) | Rodi (Rh) | Pal·ladi (Pd) | Argent (Ag) | Osmi (Os) | Iridi (Ir) | Platí (Pt) | Or (Au) |
| ----------------------------------- | ----------- | --------- | ------------- | ----------- | --------- | ---------- | ---------- | ------- |
| nombre atòmic                       | 44          | 45        | 46            | 47          | 76        | 77         | 78         | 79      |
| massa atòmica                       | 101,1       | 102,9     | 106,4         | 107,9       | 190,2     | 192,2      | 195,1      | 196,9   |
| estructura cristal·liina (RTS)      | hcp         | fcc       | fcc           | fcc         | hcp       | fcc        | fcc        | fcc     |
| densitat (kg/m3)                    | 12 450      | 12 410    | 12 020        | 10 490      | 22 610    | 22 650     | 21 450     | 19 320  |
| punt de fusió (K)                   | 2 523       | 2 236     | 1 825         | 1 234       | 3 300     | 2 716      | 2 045      | 1 337,6 |
| punt d'ebullició (K)                | 4 423       | 3 970     | 3 237         | 2 438       | 5 285     | 4 701      | 4 100      | 3 130   |
| resistivitat elèctrica (Ω cm) ×10–6 | 6,80        | 4,33      | 9,93          | 1,59        | 8,12      | 4,71       | 9,85       | 2,06    |
| conductivitat tèrmica (W·m–1·K–1)   | 105         | 150       | 76            | 419         | 87        | 148        | 73         | 311     |

En determinats camps d'estudi científic i per a aplicacions més especialitzades, els elements considerats com a metalls nobles és més restringit i en física només se'n consideren tres: el coure, l'argent i l'or. En odontologia, l'argent no sempre es considera un metall noble, ja que s'exposa a la corrosió. En química, el terme metall noble sovint s'aplica més àmpliament a tots els elements metàl·lics o semimetàl·lics que no reaccionen amb un àcid lleuger ni desprenen gasos en el procés, com seria el cas dels metalls: coure, mercuri, tecneci, reni, arsènic, antimoni, bismut i poloni, a més a més de l'or, els sis metalls del grup del platí i l'argent.

## Usos
- Ruteni. El ruteni aliat amb platí i pal·ladi serveix per a millorar la resistència al desgast que s'empren com a recobriment en els contactes elèctrics. L'addició d'un 0,1 % de ruteni al titani millora en cent vegades la resistència a la corrosió. Aliat amb molibdè es converteix en superconductor. Atès que és un catalitzador molt versàtil és de molta utilitat en diferents processos químics industrials. En joieria s'empra per a augmentar l'estabilitat de l'or i aliat amb pal·ladi per a fabricar joies. En la indústria electrònica s'empra en la fabricació de resistors.[14]
- Rodi. El rodi és un component dels convertidors catalítics per als tubs d'escapament dels vehicles, on completen la combustió del combustible. En les joies d'argent i or gris s'aplica una capa fina de rodi (rodiat) que millora l'aparença òptica i evita el desgast i l'oxidació de l'argent. És un catalitzador del procés de transformació dels hidrocarburs i de la producció d'àcid nítric. S'utilitza en la fabricació de contactes elèctrics que han de treballar amb molta freqüència i en la preparació de termoparells rodi-platí.[14]Convertidor catalític.

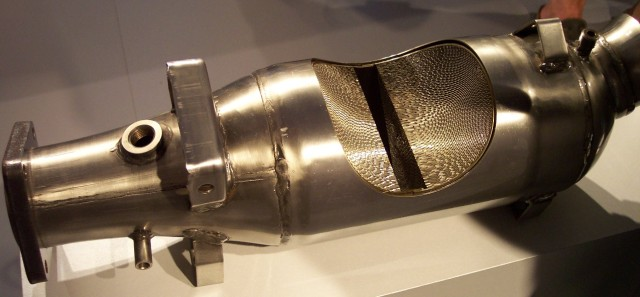
Convertidor catalític.

- Pal·ladi. El pal·ladi té com a principal aplicació els convertidors catalítics, usats en el craqueig del petroli, i de catalitzadors d'automòbils, on es completa la combustió del combustible. El pal·ladi s'usa com a reactiu en els reactors de membrana que s'empren en la producció d'hidrogen d'alta puresa i com a catalitzador en l'eliminació de substàncies tòxiques dels aqüífers. L'estabilitat química i la conductivitat elèctrica del pal·ladi el fan una alternativa a l'ús de l'or en els components electrònics, com els condensadors ceràmics de multicapa (MLCC) utilitzats en reproductors multimèdia i tauletes tàctils, en les pistes conductores de pal·ladi i argent, en circuits integrats híbrids (HIC) o en connectors. S'utilitza en odontologia per a fabricar ponts i corones dentals, ja que proporciona resistència, rigidesa i durabilitat, i aliat amb argent esdevé més mal·leable. El radioisòtop pal·ladi 103 s'empra en el tractament del càncer de pròstata. El pal·ladi s'utilitza combinat amb l'or i l'argent per a fabricar l'aliatge anomenat or blanc.[14]Joia d'argent.

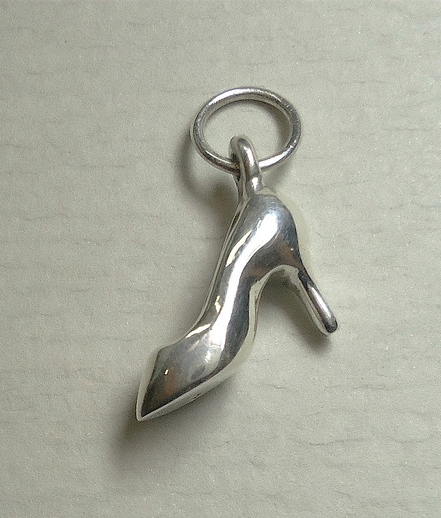
Joia d'argent.

- Argent. L'argent s'alia amb l'estany per a soldar els dispositius electrònics a les plaques de circuits impresos. Petits aparells electrònics, com rellotges analògics, solen utilitzar bateries d'argent-zinc per la seva llarga vida i energia. L'argent és un metall preciós molt usat en joieria que, aliat amb or, li confereix duresa. Les sals d'argent s'empren com a catalitzadors de reaccions d'oxidació en la producció de formaldehid a partir de metanol i el nitrat d'argent AgNO3 com a catalitzador en la indústria petroliera. S'utilitza en les barres de control dels reactors nuclears d'aigua a pressió (PWR) en forma d'aliatge amb indi (15 %) i cadmi (5 %). També s’utilitza en la composició de cèl·lules fotovoltaiques junt amb el silici, i aliat amb el coure en les catenàries de les vies dels trens per a augmentar la temperatura de recristal·lització del coure i fer-lo més resistent a les temperatures que assoleix amb la fricció del pantògraf.[14]
- Osmi. Els aliatges d'osmi amb platí i iridi permeten una gran resistència a la fricció i s'empren en llapis òptics, tremps de plomes estilogràfiques i algunes puntes de bolígrafs. La seva alta conductivitat el converteix en una alternativa més eficaç i durable que l'or o el platí en productes electrònics. El tetraòxid d'osmi OsO4 s'utilitza en la detecció d'empremtes digitals.[14]
- Iridi. L'iridi té elevada resistència a la corrosió i a la temperatura i gran duresa, per la qual cosa s'empra en aliatges. L'iridi s'usa en la fabricació de gresols, com ara els recipients metàl·lics refractaris utilitzats en siderúrgia, en la fabricació de vidre i de pigments. També s'utilitza en la producció de tot tipus de peces que requereixin una elevada resistència a les temperatures altes. El radioisòtop iridi 192 s'usa com a font de radiació gamma per al tractament de vàrius tipus de càncer. Alguns compostos d'iridi són emprats com a catalitzadors per a la producció d'àcid acètic. S'utilitza en l'elèctrode de bugies de llarga durada. Per ser tan dur, certs plomins de plomes estilogràfiques es recobreixen amb iridi per a donar-los més resistència al desgast.[14]

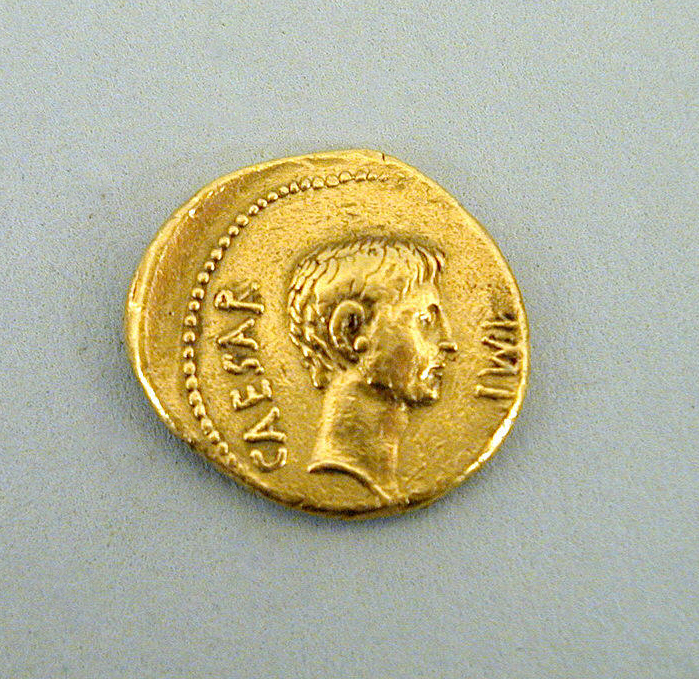
Moneda d'or romana.

- Moneda d'or romana.Platí. El platí s'empra majoritàriament com a catalitzador en els convertidors catalítics dels vehicles, on completen la combustió; en les piles de combustible; i en el procés de producció de benzina i d'altres combustibles d'alt índex d'octà. També s'empra per a la fabricació de bugies de llarga durada. Als discos durs d'ordinadors s'empra aliat amb cobalt, ja que en millora les propietats magnètiques, i indrementa la capacitat d'emmagatzematge de dades. Dos medicaments, el cisplatí i el carboplatí, permeten el tractament de varis tipus de càncers. El platí és molt apreciat en la fabricació de joies per la seva gran lluïssor. Als laboratoris de química s'empra en forma de fils, gresols, filtres, elèctrodes. També s'utilitza en la fabricació de silicones per a motlles que han d'anar al forn (fins a 500 °C).[14]
- Or. Les principals aplicacions de l'or són la joieria, la inversió econòmica, les reserves dels bancs centrals i l'encunyat de monedes commemoratives. L'or pur (de 24 ct) és tou i sols s'usa en forma de lingots per a inversió i fons estatals. En joieria s'usa en forma d'aliatge amb argent, coure, pal·ladi i níquel. És un excel·lent conductor de l'electricitat i no s'oxida, per la qual cosa s'utilitza en la fabricació de connectors elèctrics i electrònics, circuits impresos daurats, relés amb contactes daurats i microxips. L'or s'utilitza en alguns tractaments per a reduir el dolor de l'artritis, també en la composició de certs stents (dilatadors de venes i artèries), ja que fa que es vegin millor als raigs X. El pa d'or és un full molt prim d'or batut (0,006 mm) emprat per a daurar diversos objectes d'art.[14]

## Països productors
La plata és subproducte de la mineria d'altres materials, especialment plom, zinc, coure, níquel i or, encara que algunes mines primàries importants són a Austràlia, Mèxic i Rússia. Els majors productors de metalls nobles són a Amèrica (el Perú, Mèxic, Xile) i altres produccions importants són a la Xina, Austràlia i Europa de l'Est. L'or s'extreu com a producte primari a Sud-àfrica, Austràlia i Ghana i com a producte secundari al Perú i Indonèsia entre d'altres). Es produeixen només a partir de recursos primaris (més del 80%) a Sud-àfrica i a Rússia.